# Juan Manuel de Prada

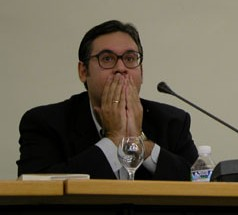
Juan Manuel de Prada (2003)

Juan Manuel de Prada Blanco (* 8. Dezember 1970 in Barakaldo, Bizkaia, Baskenland) ist ein spanischer Autor und Literaturkritiker.

## Leben
De Prada studierte Jura. Er gilt als eines der größten Talente der zeitgenössischen spanischen Literatur. Sein Roman Trügerisches Licht der Nacht wurde 1997 mit dem Premio Planeta, Spaniens höchstdotiertem Literaturpreis, ausgezeichnet. De Prada lebt heute als freier Autor und Literaturkritiker in Madrid.

## Werke
(spanischer Originaltitel, Erscheinungsjahr, eventuelle deutsche Übersetzung):
- Coños, 1994, deutsch: Mösenbetrachtungen (übersetzt von Christian Sönnichsen). Heyne, München 2008, ISBN 978-3-453-67540-7.
- El silencio del patinador, 1995, deutsch: Junge Damen in Sepia. Erzählungen (aus dem Spanischen von Alexander Dobler). Klett-Cotta, Stuttgart 2000, ISBN 3-608-93229-1.
- La máscara del héroe, 1996
- La Tempestad, 1997, deutsch: Trügerisches Licht der Nacht. Roman (aus dem Spanischen von Alexander Dobler). 2. Auflage. Klett-Cotta, Stuttgart 1999, ISBN 3-608-93463-4.
- Reserva natural, 1998
- Las esquinas del aire, 2000, deutsch: In den Winkeln der Lüfte. Auf der Suche nach Ana María Martínez Sagi (aus dem Spanischen von Barbara Mesquita, Gedichtübertragung Petra Strien). Klett-Cotta, Stuttgart 2002, ISBN 3-608-93198-8.
- Animales de compañia, 2000
- Desgarrados y excéntricos, 2001
- La vida invisible, 2003
- El séptimo velo, 2007